# Ahmed Karabeg
Hadži Ahmed-efendija Karabeg (asi 1868 Mostar, osmanská říše – v noci z 4. na 5. listopadu 1942 Mostar, Nezávislý stát Chorvatsko) byl bosenskohercegovský islámský duchovní bosňáckého původu.

## Životopis
Narodil se významné muslimské rodiny, která měla silnou tradici islámské vzdělanosti. Jeho otec Mustafa Sidki Karabeg (?–2. 8. 1878) byl mostarským muftím. V létě roku 1878, kdy do země vtrhla okupační rakousko-uherská armáda, zastával umírněnou pozici, načež byl zastánci ozbrojeného odporu zabit. Mustafa přivedl na svět dva syny, Ahmeda a Ali Rizu (1870/72–1944).
Ali Riza se nejprve vzdělával u svého otce, později studoval v mostarské Koski Mehmed-pašově a Karađozbegově medrese, vyšších islámských školách. V době boje muslimských autonomistů o samosprávu islámské náboženské obce v Bosně a Hecegovině patřil k nejhorlivějším podporovatelům mostarského muftího Ali Fehmi-efendiji Džabiće, neformálního vůdce hnutí v letech 1899 až 1902. Po celý svůj život nezastával žádné úřednické ani duchovní funkce, zabýval se převážně správou rodového majetku a samostudium v oblasti islámských věd.
Společensky aktivní byl znovu za druhé světové války. V září 1942, kdy se v zemi naplno rozhořely boje mezi vládnoucími ustašovci a srbskými povstalci, četniky, se v Mostaru ustavil Akční výbor s požadavky na ochranu muslimů v Bosně a Hercegovině před útoky srbské guerilly. Vzhledem k tomu, že Hercegovinu formálně okupovala Itálie, naděje Akčního výboru se upínaly k Římu. V září 1942 se do italské metropole vypravila delegace Akčního výboru, konkrétně trojice Omer-ef. Džabić, Ibrahim-ef. Fejić a Ahmed-ef. Karabeg, a to na pozvání jeruzalémského velikého muftího a horlivého propagátora fašismu Muhammada Amína al-Husajního. Pokus o aktivnější zapojení Itálie do dění v Bosně a Hercegovině ale skončil bez úspěchu.